# Glossanodon
Glossanodon là một chi cá trong họ cá Argentinidae thuộc bộ cá ốt me biển hay cá quế lạc Argentiniformes.

## Các loài
Hiện hành có 15 loài được ghi nhận trong chi này:
- Glossanodon australis Kobyliansky, 1998 (Southern herring smelt)
- Glossanodon danieli Parin & Shcherbachev, 1982
- Glossanodon elongatus Kobyliansky, 1998
- Glossanodon kotakamaru Endo & Nashida, 2010 (Kotaka’s argentine)
- Glossanodon leioglossus (Valenciennes, 1848) (Small-toothed argentine)
- Glossanodon lineatus (Matsubara, 1943)
- Glossanodon melanomanus Kobyliansky, 1998
- Glossanodon microcephalus Endo & Nashida, 2012[2]
- Glossanodon mildredae Cohen & Atsaides, 1969
- Glossanodon nazca Parin & Shcherbachev, 1982
- Glossanodon polli Cohen, 1958
- Glossanodon pseudolineatus Kobyliansky, 1998 (Saddled herring smelt)
- Glossanodon pygmaeus Cohen, 1958 (Pygmy argentine)
- Glossanodon semifasciatus (Kishinouye, 1904) (Deep-sea smelt)
- Glossanodon struhsakeri Cohen, 1970 (Struhsaker's deep-sea smelt)